# 영주 금광리 심원정
영주 금광리 심원정(榮州 金光里 心遠亭)는 대한민국 경상북도 영주시 평은면 금광리에 있는 건축물이다. 2010년 10월 28일 경상북도의 문화재자료 제578호로 지정되었다.

## 지정사유
금광마을 입향조인 사계 장여화(1506~1621)가 정자를 건립코자 한석봉에게 현판글을 받았으나 뜻을 이루지 못하고 100년 후 후손인 진사 간은(艮隱), 처사 금리(錦里)가 심원정을 초건하였고 그 후 19세기초(을축년, 1825년) 재건하였다고 한다. 전계초당(箭溪草堂) 현판은 고산(孤山) 황기로(黃耆老)의 글이다.
심원정이 위치한 금강리는 예로부터 아름다운 풍광을 자랑해 온 인동장씨의 집성촌으로, 내성천이 태극 모양으로 휘감아 돌아 흘러내리는 이른바 산태극․수태극의 명당으로 낙동강 수계에서는 하회마을․예천 금당실과 더불어 그 명성이 높다. 이 마을의 입향조인 사계 장여화를 기리기 위해 세워진 정자가 바로 심원정이다.
금광리 마을 가장 중심부에 자리하면서 마을 공동체의 회합장소이기도 하다. 19세기 초기에 중건된 정자건축물로서 당시의 건축양식과 원형을 잘 보존하고 있으며 현판 글씨 또한 그 가치를 지니고 있어 문화재자료로 지정한다.

## 참고 자료
- 영주 금광리 심원정 - 국가유산청 국가유산포털